# Hohegeiß
Hohegeiß [hoˌhəːɡaɪ̯s] ist ein Erholungsort im Harz und ein Stadtteil von Braunlage im Landkreis Goslar in Niedersachsen. Der Ort hat etwa 850 Einwohner.

## Geographische Lage

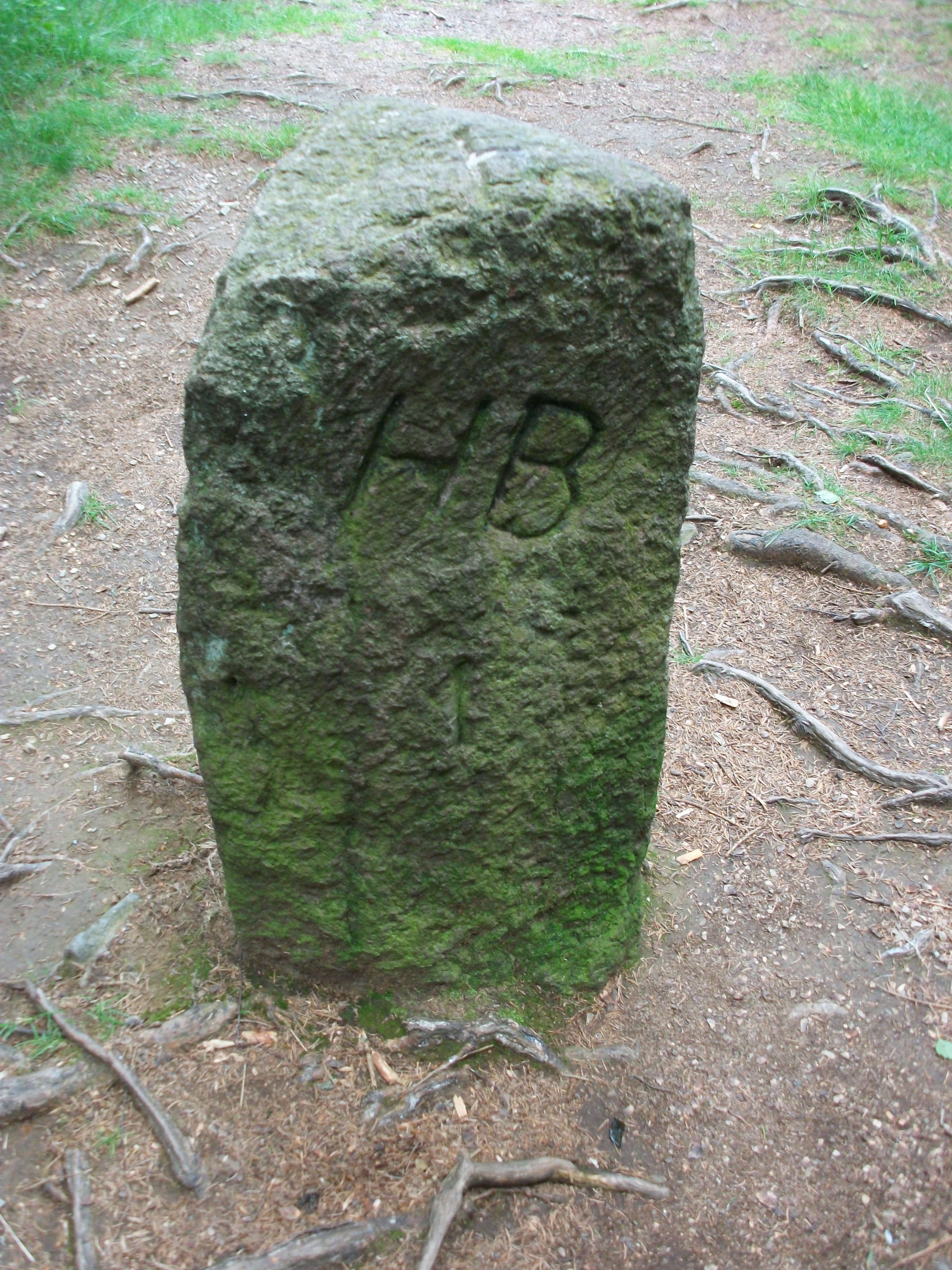
Drei-Länder-Stein, niedersächsische Seite (Hohegeiß)

Das Bergdorf Hohegeiß liegt im Naturpark Harz. Es befindet sich zwischen Sorge im Nordnordosten und Benneckenstein im Osten (beide in Sachsen-Anhalt), Rothesütte im Südosten (Thüringen), Zorge im Süden und Braunlage im Nordnordwesten (beide in Niedersachsen). Durch das auf etwa 570 bis 642 m ü. NN gelegene Dorf führt im Abschnitt zwischen Braunlage und Rothesütte die den Harz querende Bundesstraße 4. Die Landesgrenze zu Sachsen-Anhalt (früher innerdeutsche Grenze) führt am nordöstlichen Ortsrand vorbei; an dieser Grenze liegt etwa 3,3 km südöstlich des Dorfs das Dreiländereck Niedersachsen–Sachsen-Anhalt–Thüringen, wo der Drei-Länder-Stein steht. Nahe dem Dorf breitet sich das Naturdenkmal Dicke Tannen aus.

## Geschichte

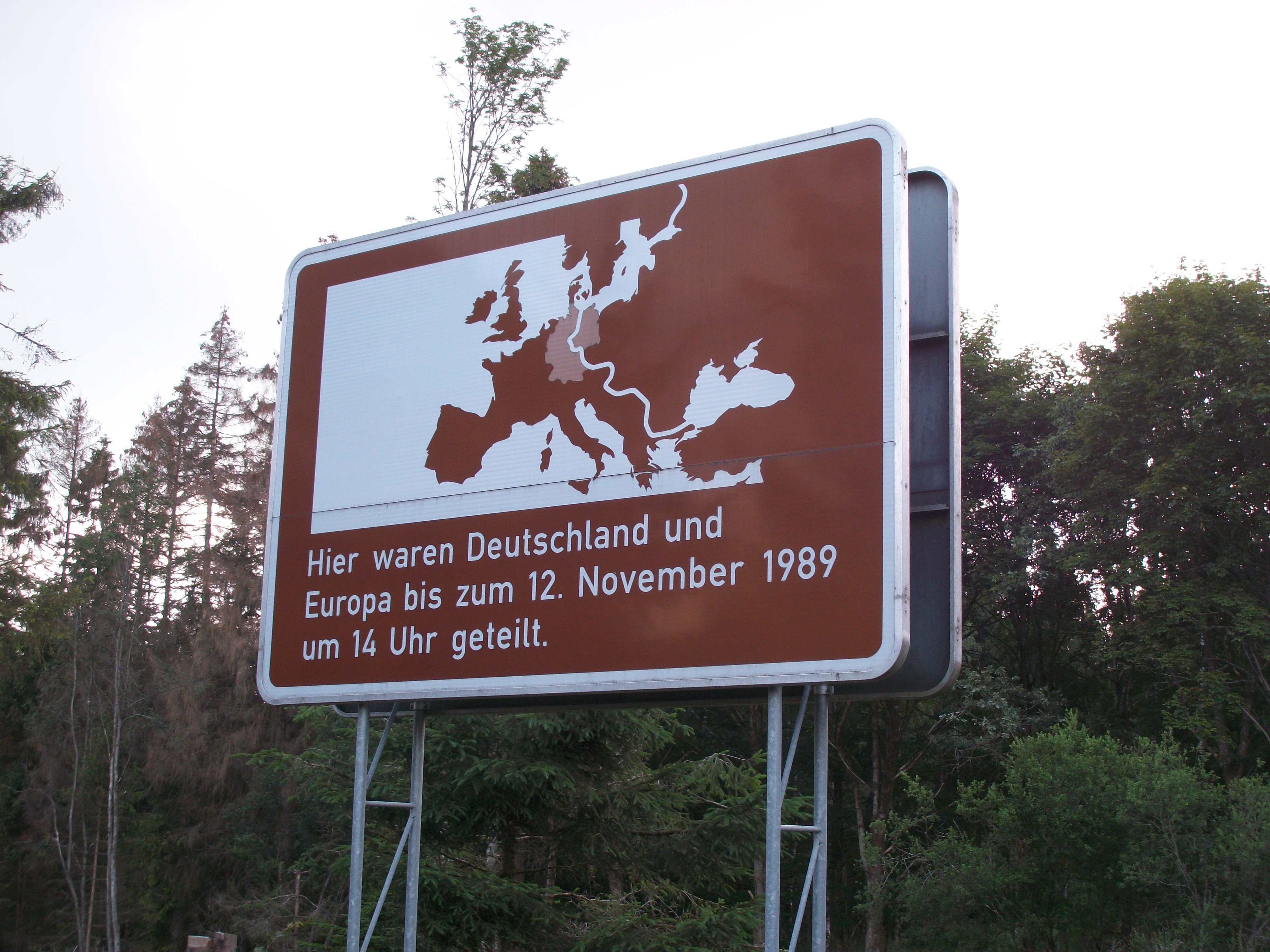
Landesgrenze Niedersachsen–Thüringen beim Drei-Länder-Stein nahe Hohegeiß

Der Ortsname erscheint erstmals 1268 als Hogeyz; allerdings noch nicht als Siedlung, sondern als Forstgebiet. 1444 wurde hier auf Veranlassung des Klosters Walkenried eine Kapelle errichtet (am 8. September geweiht), um die sich bis 1528 eine Siedlung gebildet hatte, die 1573 erstmals als „Dorf Hohegeist“ bezeichnet wird. Von 1701 bis 1704 wurde die evangelische Kirche „Zur Himmelspforte“ errichtet und am 9. Dezember 1704 geweiht. Ab 1720 wurden in den Tälern um Hohegeiß Bergwerke eingerichtet, die bis 1770 in Betrieb waren.
Im Jahre 1731 wurde das Stiftsamt Walkenried, zu dem Hohegeiß gehörte, der Grafschaft Blankenburg angegliedert, die ebenfalls seit 1731 dauernd mit dem Fürstentum Braunschweig-Wolfenbüttel in Personalunion verbunden war. Von 1807 bis 1813 gehörte Hohegeiß zum Königreich Westphalen. Der Ort lag im Kanton Benneckenstein, welcher zum Distrikt Nordhausen des Departements des Harzes gehörte. Nach dem Ende der napoleonischen Herrschaft wurde im Jahr 1814 das Fürstentum Braunschweig-Wolfenbüttel unter dem Namen Herzogtum Braunschweig wiedererrichtet. Hohegeiß gehörte seitdem zum Distrikt Blankenburg, welcher am 1. Januar 1833 in Kreisdirektion Blankenburg und am 1. Januar 1939 in Landkreis Blankenburg umbenannt wurde. Am 1749/1750 aufgestellten Drei-Länder-Stein am Großen Ehrenberg ist auf der Seite von Hohegeiß die Zugehörigkeit zum Herzogtum Braunschweig mit "HB" gekennzeichnet.
Zum ersten Mal mit öffentlichen Verkehrsmitteln erreichbar war Hohegeiß 1842, als die Postroute Braunschweig-Blankenburg einige Oberharz-Orte versorgte und auch Postkutschen von Blankenburg über Hohegeiß nach Walkenried fahren ließ. In diesem Jahr wurden die Straße nach Braunlage (die heutige Bundesstraße 4) und die Straße nach Zorge (heutige Landesstraße 602) fertiggestellt. Bemühungen um Bahnanschluss blieben jedoch erfolglos, weder wurde die Harzquerbahn über Hohegeiß geführt noch der angedachte Weiterbau der Bahnstrecke Ellrich–Zorge bis Hohegeiß verwirklicht. 1911 bekam der Ort eine zentrale Trinkwasserversorgung, 1920 eine Stromversorgung über eine eigene Gesellschaft. Ab 1921 bestand Busverkehr nach Braunlage und Benneckenstein, später auch nach Walkenried und Bad Sachsa.
Ab 1943 während des Zweiten Weltkrieges erlebte Hohegeiß ein Bevölkerungswachstum. Aus dem von alliierten Bombardements bedrohten Braunschweig und dessen Umfeld wurden Kinder mit einer Auswahl an Lehrern und Betreuern im Rahmen der erweiterten Kinderlandverschickung evakuiert. Kleine Hotels und Privatpensionen nahmen sie bei rationierter Versorgung auf. Um den Unwägbarkeiten des 1945 anrückenden sowjetischen Militär zu entgehen, wurden die Kinder per Bahn wieder zurück zu ihren Familien in das teils ausgebombte Braunschweig verbracht. Im weiteren trafen zahlreiche Flüchtlinge ein, sodass die Bevölkerungszahl zeitweilig über 2.200 stieg.
Bei der Einteilung Deutschlands in Besatzungszonen 1945 wurde der Landkreis Blankenburg zwar nach dem Londoner Protokoll von 1944 zunächst der Britischen Besatzungszone zugeordnet, da der größere Ostteil des Kreises aber nur durch eine Straße (die heutige B 242) und eine Bahnstrecke der Südharz-Eisenbahn mit dem Rest der Britischen Zone verbunden war, wurde im Juli 1945 die Grenzziehung korrigiert und der Kreis an seiner schmalsten Stelle westlich von Sorge geteilt: Der größere Ostteil des Kreises mit der Kreisstadt Blankenburg wurde der Sowjetischen Besatzungszone, später der DDR und dem Land Sachsen-Anhalt zugeordnet, der kleinere Westteil mit der nunmehrigen Kreisstadt Braunlage und den Gemeinden Hohegeiß, Neuhof, Walkenried, Wieda und Zorge kam zur Britischen Zone und damit zu Niedersachsen.
Am 1. August 1963 versuchte nahe dem nördlichen Ortsausgang der 23-jährige Helmut Kleinert aus Quedlinburg gemeinsam mit seiner Frau Marlit eine Flucht aus der DDR und wurde durch Grenztruppen der DDR erschossen. Seine Frau wurde schon vor dem Überschreiten der Grenze verhaftet. Zum Gedenken an Kleinerts gewaltsamen Tod wurde an der westlichen Seite der Grenze zunächst ein Holzkreuz aufgestellt, das 1971 durch einen Gedenkstein ersetzt wurde.
1968 wurde ein Kurpark errichtet und 1971 die katholische Kirche „Heilig Geist“ (geweiht am 31. Juli; 2008 wieder entweiht und verkauft).
Im Zuge des Gesetzes zur Neugliederung der Gemeinden im Bereich des Harzes wurde Hohegeiß am 1. Juli 1972 in die Stadt Braunlage eingegliedert. Diese wiederum kam durch Auflösung des Landkreises Blankenburg an den Landkreis Goslar. 1978 wurde Hohegeiß als „Heilklimatischer Kurort“ staatlich anerkannt, nachdem sich das Dorf schon seit 1960 inoffiziell so bezeichnet hatte. Zum 1. Januar 2011 wurde die Anerkennung als Kurort nicht verlängert, seitdem besitzt Hohegeiß den touristischen Status Erholungsort.
Die Öffnung der innerdeutschen Grenze 1989 wurde in Hohegeiß intensiv erlebt, da die Grenze nicht weit von der Ortsmitte den östlichen Ortsrand darstellte; etliche Privatgrundstücke endeten an ihr. Ab dem 12. November war die Bundesstraße 4 nach Rothesütte stundenweise benutzbar, ab 18. November die Benneckensteiner Straße, zunächst nur für Fußgänger.

Klimadiagramm von Hohegeiß
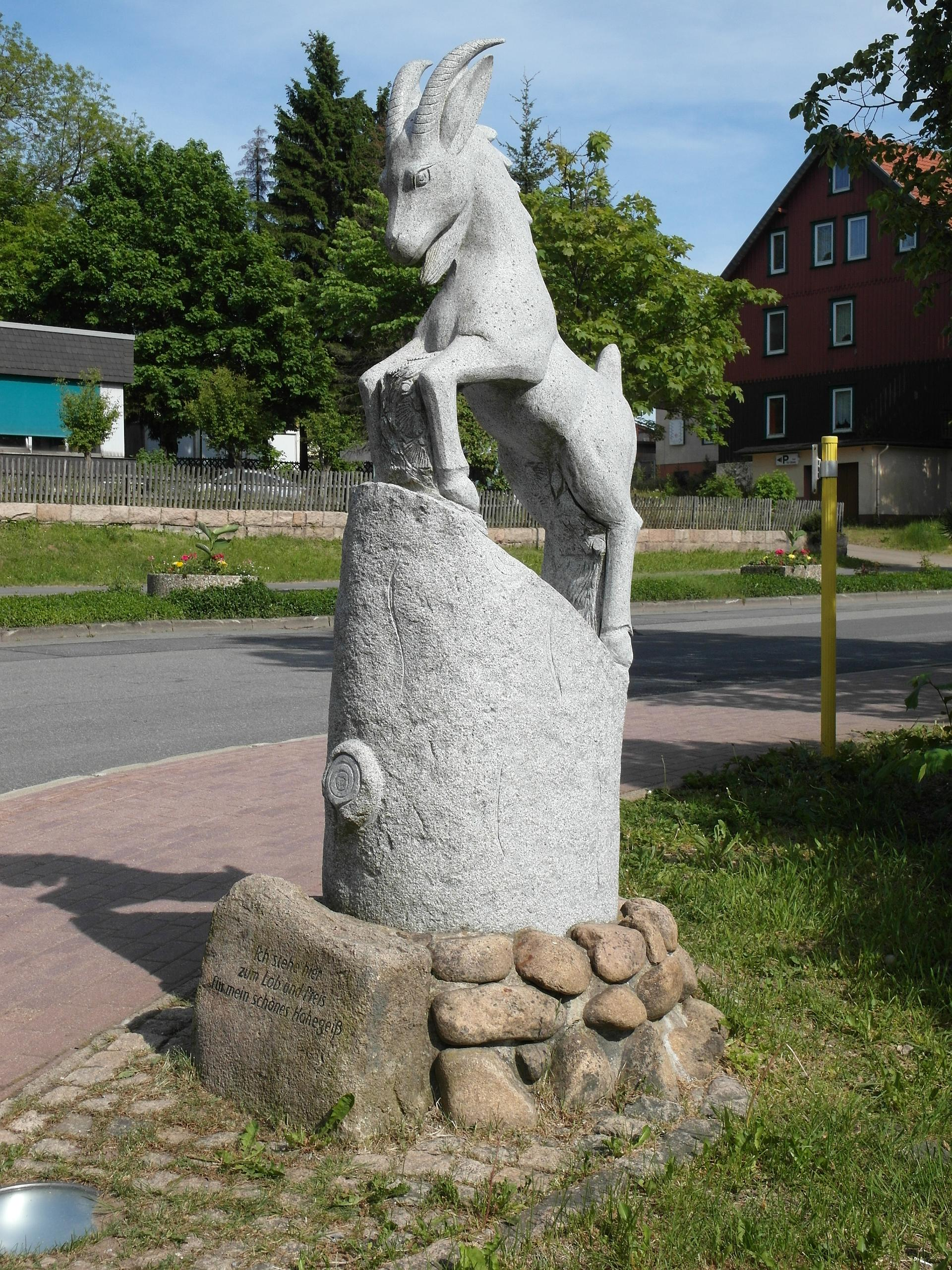
Denkmal für den Namensgeber
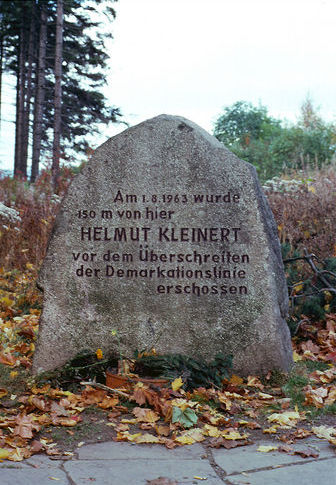
Gedenkstein für Helmut Kleinert
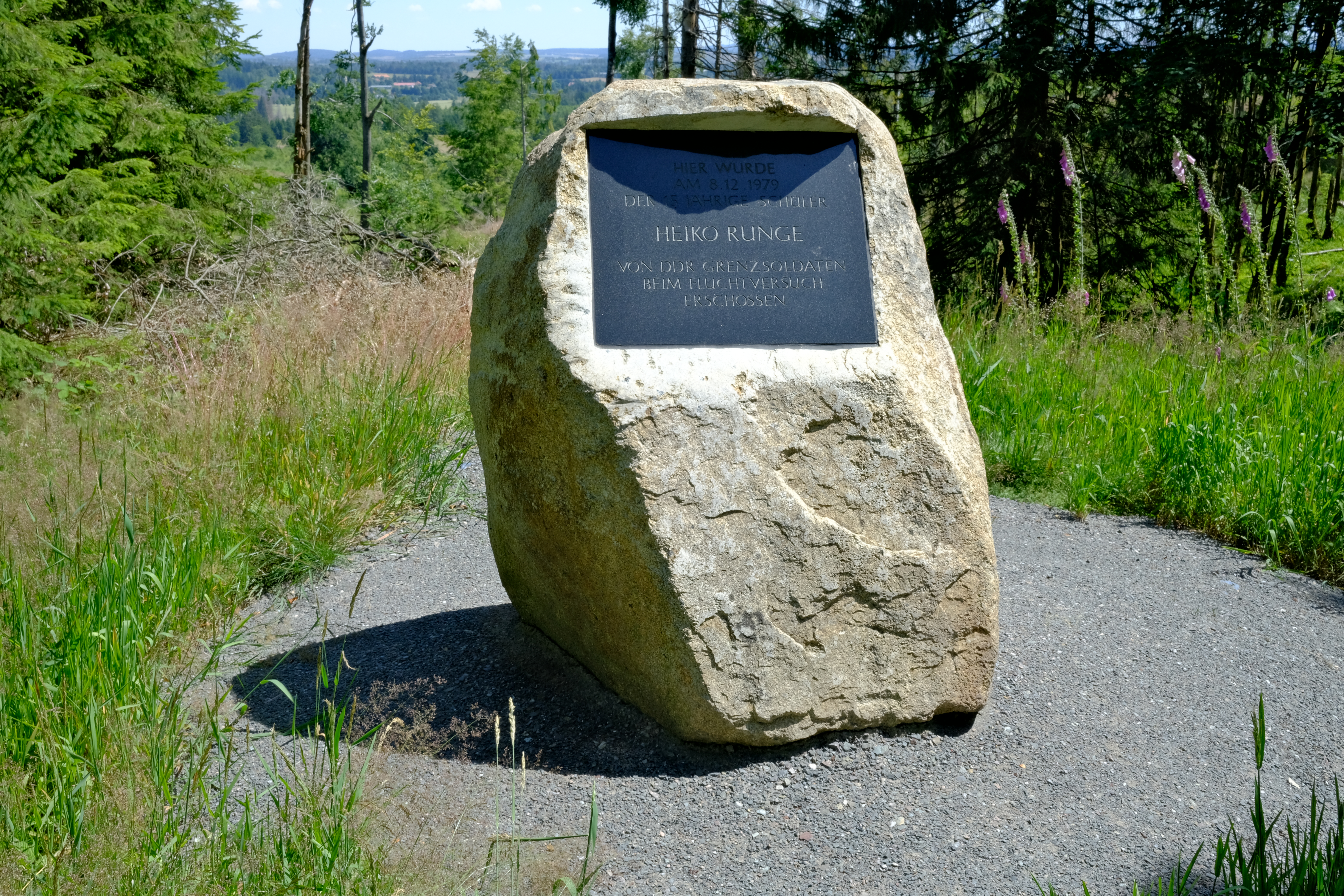
Gedenkstein für Heiko Runge
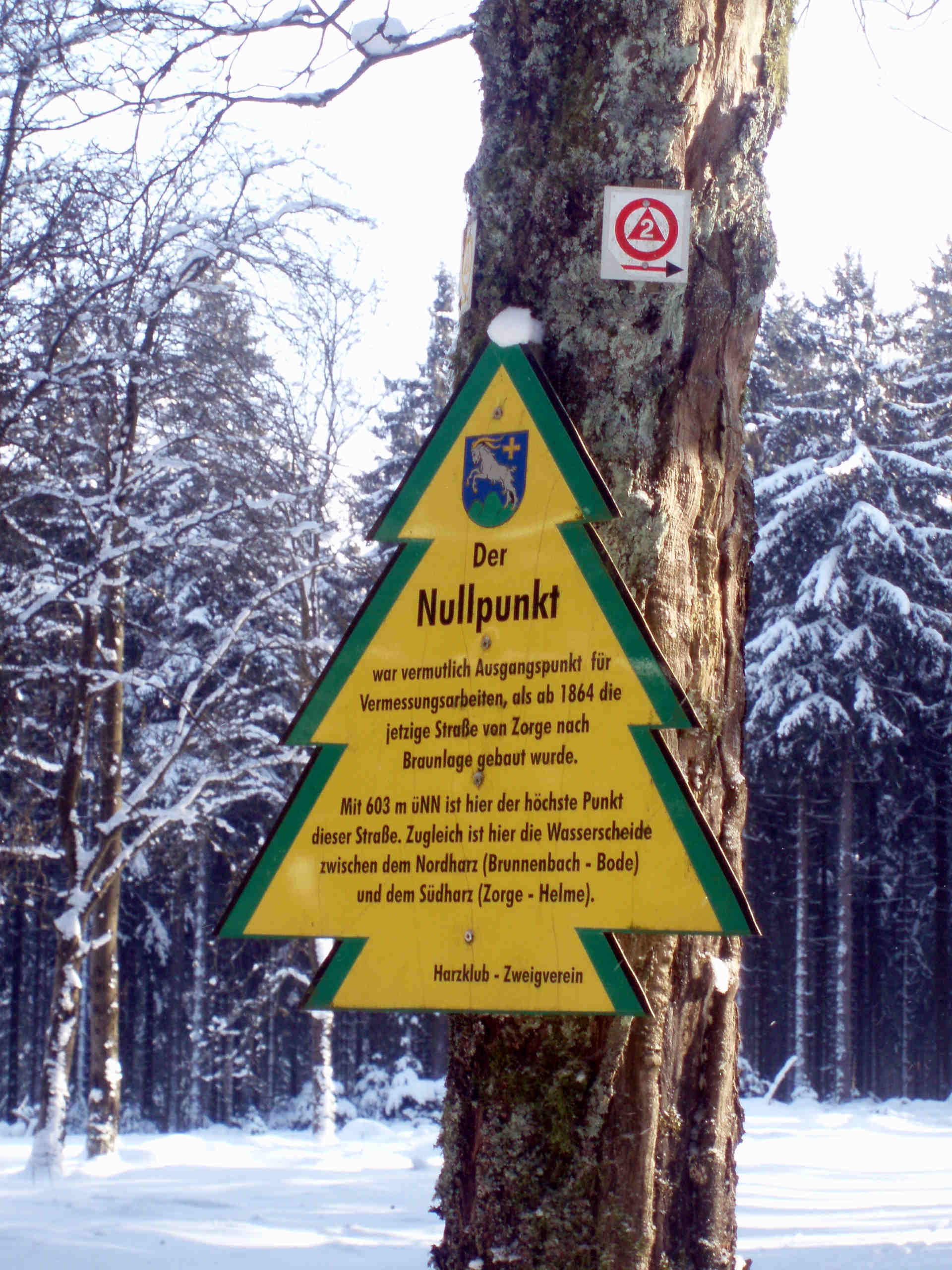
Der Nullpunkt bei Hohegeiß
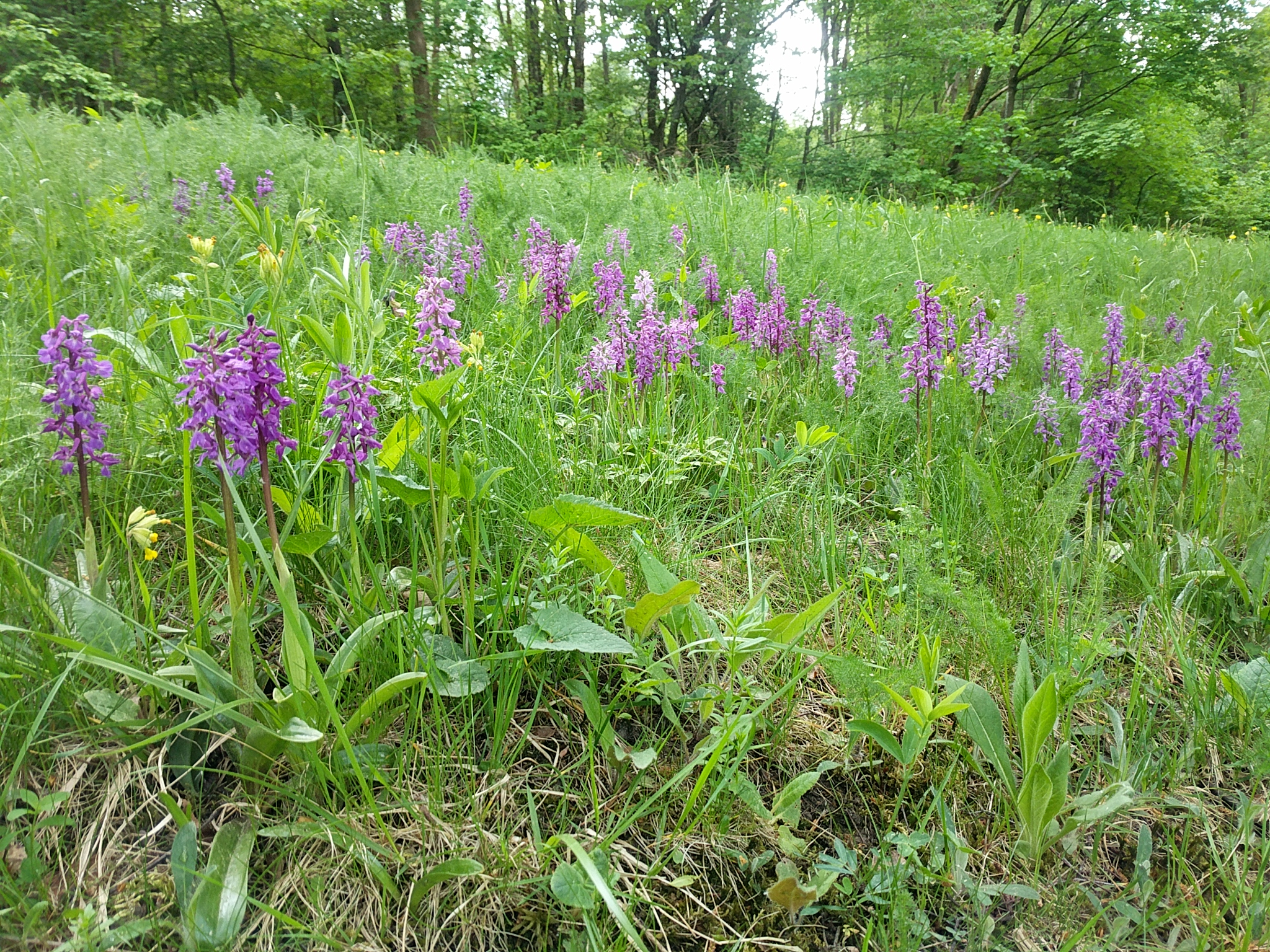
Orchideen (Knabenkraut) im Kurpark

## Politik

### Stadtrat und Bürgermeister
Auf kommunaler Ebene wird das eingegliederte Hohegeiß vom Rat der Stadt Braunlage vertreten.

### Ortsvorsteher
Der Ortsvorsteher von Hohegeiß ist Sebastian Hansmann (Bürgerliste).

### Wappen
Der Entwurf des Wappens von Hohegeiß stammt von dem Autor und Maler Karl Helbing aus Walkenried. Gezeichnet hat ihn der in Isernhagen geborene und später in Hannover lebende Heraldiker und Wappenmaler Gustav Völker, der auch die Wappen von Großburgwedel, Mellendorf, Wunstorf und vielen anderen Ortschaften in der Region Hannover entworfen hat. Die Genehmigung des Wappens wurde am 12. Mai 1953 durch den Niedersächsischen Minister des Innern erteilt.
| Wappen von Hohegeiß | Blasonierung: „In Blau ein golden bewehrter silberner Bock, der über einen grünen Dreiberg springt; in der oberen hinteren Ecke des Schildes schwebt ein goldenes Tatzenkreuz.“ |
| Wappen von Hohegeiß | Wappenbegründung: Das redende Wappen weist in volksetymologischer Deutung auf den am 1. Juli 1972 eingemeindeten Braunlager Stadtteil Hohegeiß hin. Das Wappen gibt also eine „hohe Geiß“ wieder, die über den Harz springt. Das abgebildete Tatzenkreuz symbolisiert ein Steinkreuz, welches sich in der Nähe der ursprünglichen Kapelle befindet. |

## Religionen

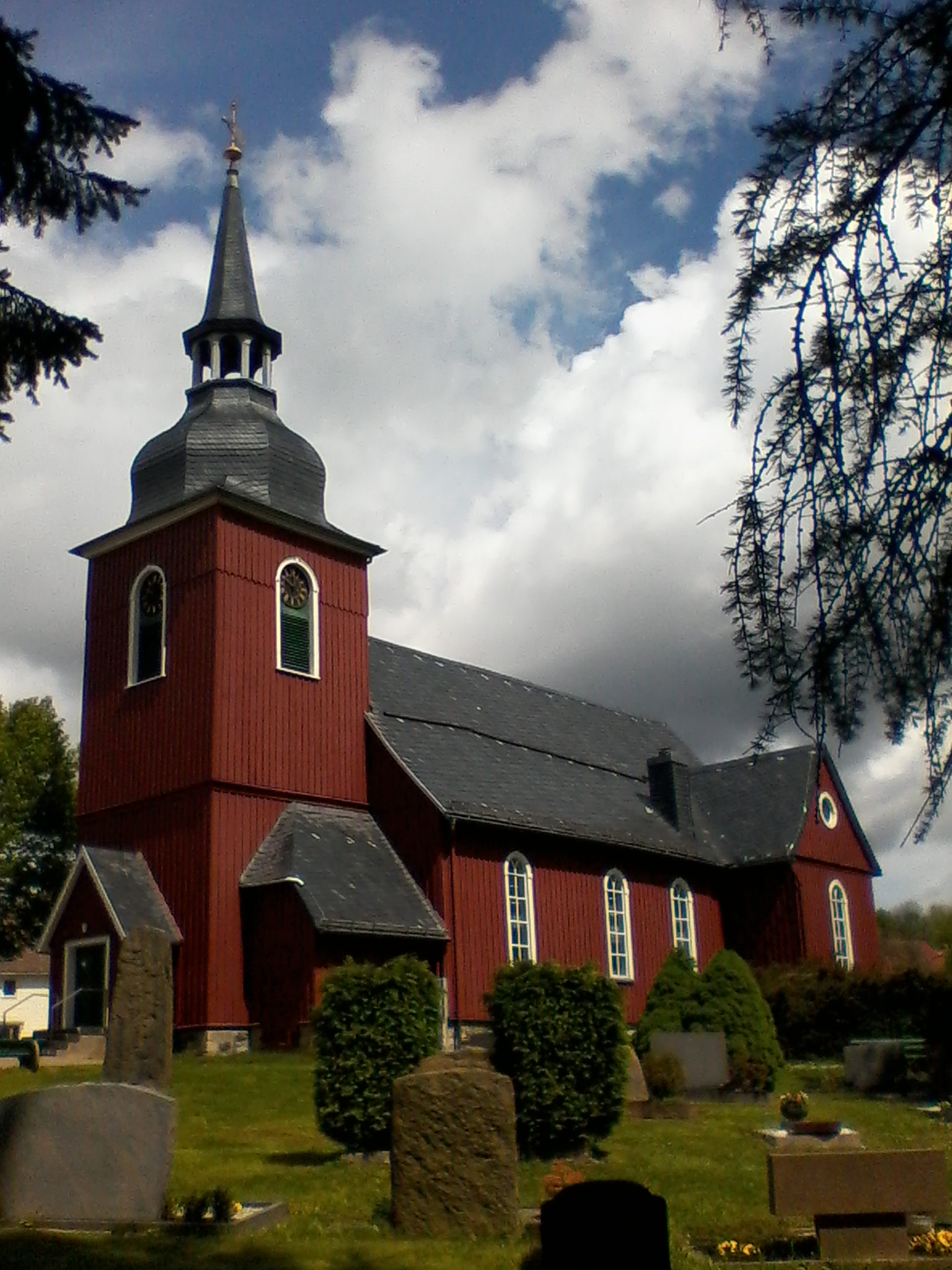
Ev.-luth. Kirche „Zur Himmelspforte“

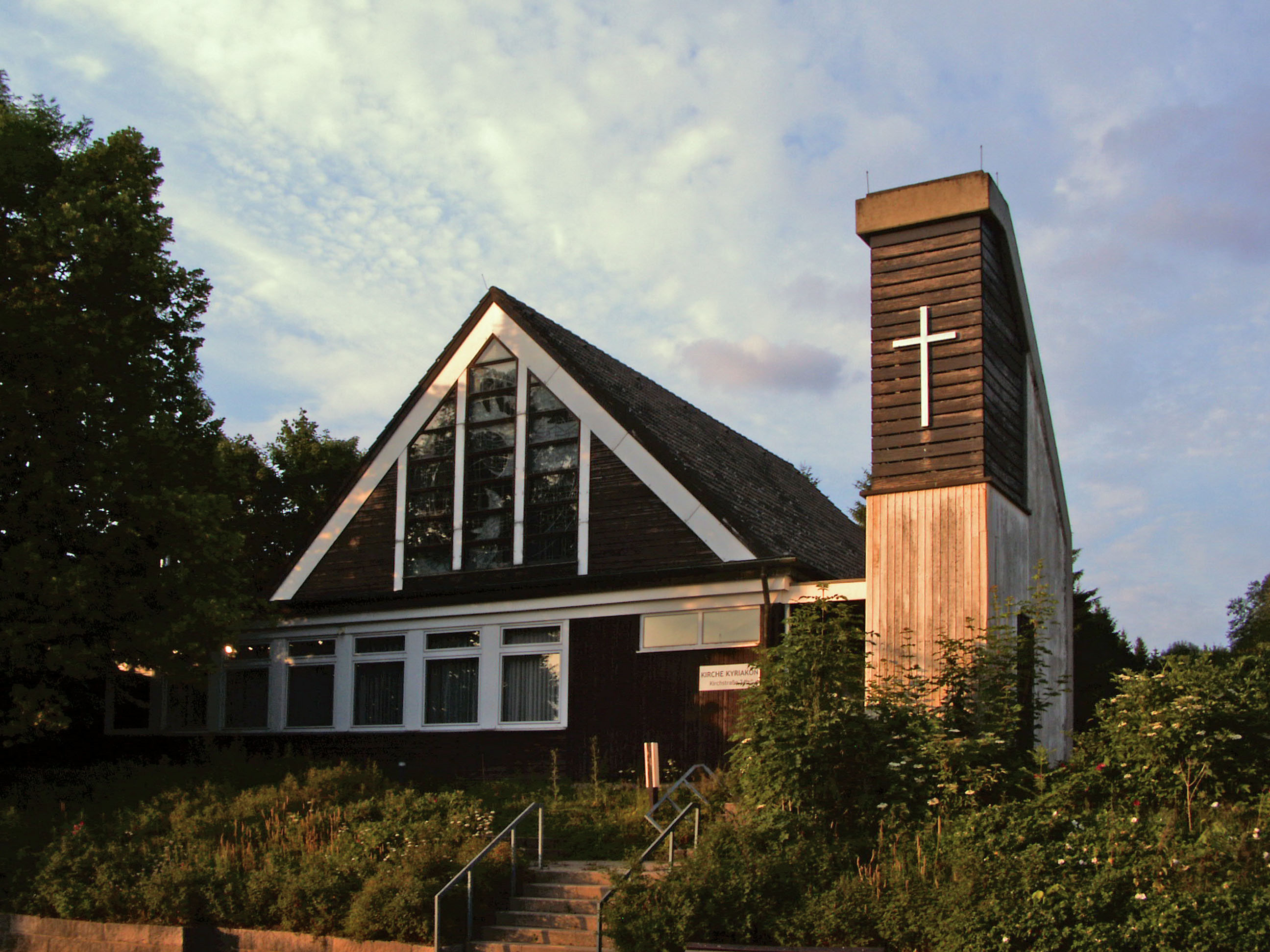
Kyriakon

In Hohegeiß befindet sich die evangelisch-lutherische Kirche „Zur Himmelspforte“ aus dem 18. Jahrhundert (Kirchstraße 7), zur Propstei Bad Harzburg gehörend.
1971 wurde die katholische Kirche „Heilig Geist“ erbaut, sie gehörte zur Pfarrgemeinde „Heilige Familie“ in Braunlage und war die höchstgelegene Kirche des Bistums Hildesheim. 2008 wurde die Kirche profaniert und verkauft, heute wird sie als „Kyriakon“ von der benachbarten Herberge „Hogeyz“ genutzt. Die nächstgelegene katholische Kirche befindet sich heute 10 km entfernt in Walkenried.

## Regelmäßige Veranstaltungen
- Der Ort ist einer der acht Orte, in denen das seit 2014 als Immaterielles Weltkulturerbe anerkannte Brauchtum des Finkenmanöver im Harz noch gepflegt wird.